# Rhodes-Stipendium

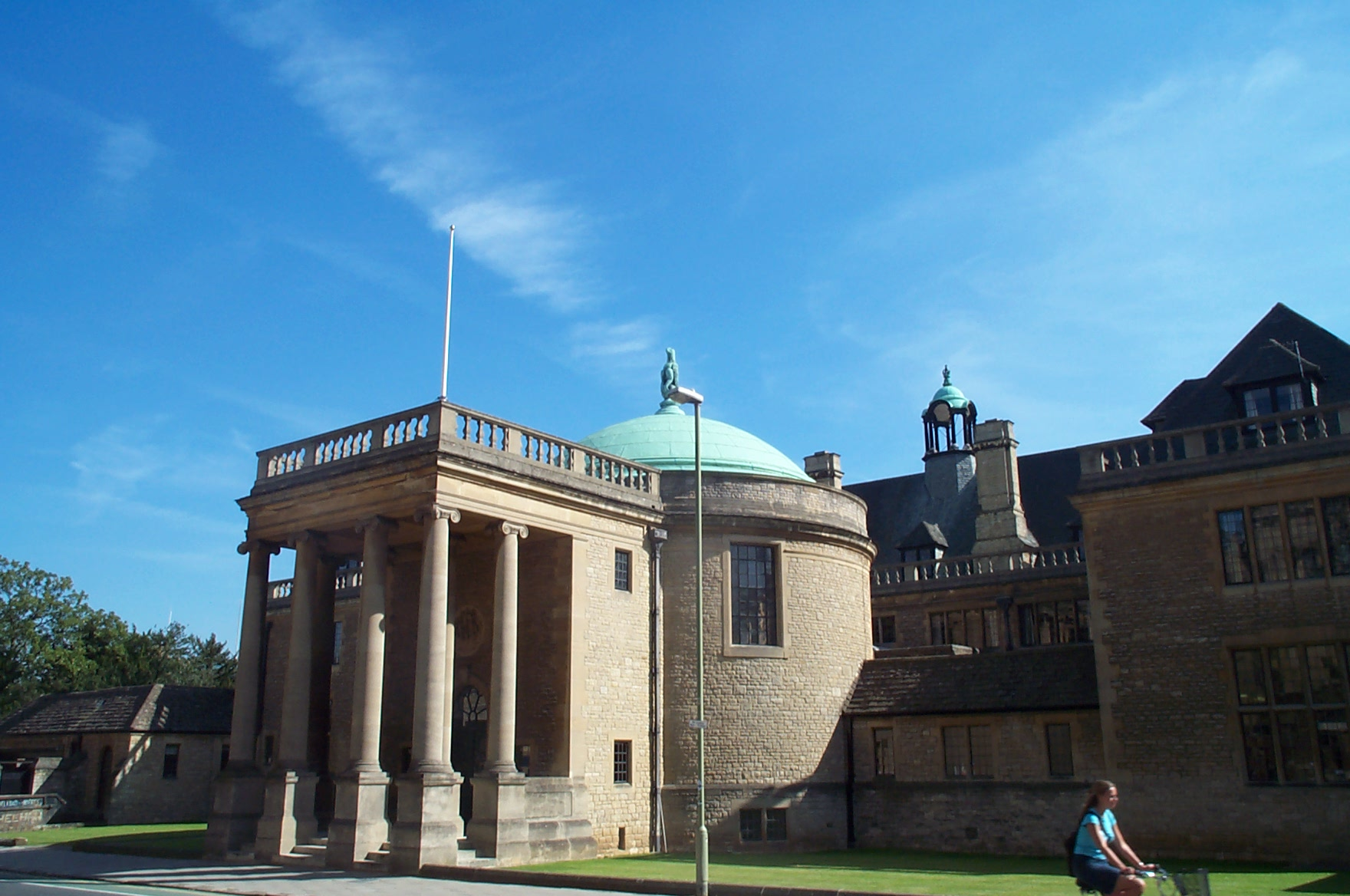
Rhodes House, Oxford. Sitz des Rhodes Trust

Das Rhodes-Stipendium (englisch: Rhodes Scholarship) ist ein Stipendium für ein Studium an der Universität Oxford in Großbritannien und gilt bis heute nach verbreiteter Einschätzung als eines der prestigeträchtigsten Stipendien der Welt. Es geht auf den britischen Unternehmer und Politiker Cecil John Rhodes (1853–1902) zurück, der in seinem Testament die Grundlagen für eine Stiftung (englisch Rhodes Trust) geschaffen hat. Diese vergibt und finanziert die Stipendien seit 1902.
Die Stipendiaten (englisch Rhodes Scholars) stammen aus definierten Regionen (constituencies), für die jeweils eine bestimmte Zahl an Stipendienplätzen vorgesehen ist (siehe unten). Diese umfassen traditionell im Wesentlichen den Commonwealth of Nations (jedoch ohne Großbritannien selbst), die USA und Deutschland. Durch Reformen zwischen 2010 und 2020 wurden mittlerweile auch Stipendien für einige Staaten in Nahost sowie die Volksrepublik China eingeführt, darüber hinaus wurden in Form sogenannter Global Scholarships auch eine begrenzte Zahl an Stipendien, für die keine bestimmte Nationalität erforderlich ist, geschaffen.

## Umfang des Stipendiums
Die Dauer des Stipendiums beträgt regulär zwei Jahre. In dieser Zeit können Stipendiaten ein beliebiges postgraduales Studium (zumeist Promotion oder Master) in Oxford verfolgen. Auch ein zweiter Bachelor-Abschluss ist möglich; in diesen Fällen gewährt die Universität den Kandidaten mit einem vorangegangenen Abschluss in einem anderen Fach in aller Regel eine Verkürzung der Studienzeit von drei auf zwei Jahre. Nicht möglich ist hingegen ein erster Bachelor, da Rhodes Scholars bereits ein grundständiges Studium absolviert haben müssen, um sich für das Stipendium bewerben zu können. Da eine Promotion in England fast nie innerhalb von zwei Jahren abgeschlossen werden kann, wird promovierenden Rhodes Scholars meist eine Verlängerung des Stipendiums auf ein drittes Jahr bewilligt, in Einzelfällen auch darüber hinaus.
Die finanziellen Leistungen an die Stipendiaten umfassen neben der vollständigen Übernahme der Studien- und College-Gebühren einen festen Betrag zur Deckung der Lebenshaltungskosten, der derzeit (Stand Studienjahr 2019/20) 1325 Pfund im Monat beträgt; die Zahlung erfolgt monatlich. Hinzu kommen kleinere Leistungen wie etwa eine private Zusatz-Krankenversicherung, Flugtickets für die An- und Abreise nach und von Oxford sowie kostenlose Teilnahme an gelegentlichen Veranstaltungen wie Vorträgen, Dinners oder Empfängen, die vom Rhodes Trust abgehalten werden. Auch die Nutzung der Einrichtungen in Rhodes House, dem Sitz des Rhodes Trust, steht Stipendiaten frei.

## Bewerbungsverfahren und Auswahl
Die Auswahl der Stipendiaten erfolgt dezentral. Hierfür sind die in Frage kommenden Länder in Gebiete (englisch constituencies) unterteilt, für die jeweils ein vom Rhodes Trust ernanntes, jedoch eigenständig arbeitendes nationales Auswahlkomitee besteht. So bildet beispielsweise Deutschland eine eigene constituency mit Auswahlkomitee. Staaten, die sehr viele Rhodes Scholars stellen (allen voran die USA mit derzeit 32 Stipendien), sind oft in mehrere constituencies unterteilt. Zudem bestehen aus historischen Gründen Besonderheiten, die Cecil Rhodes selbst in seinem Testament vorgesehen hat; so bilden in Südafrika teilweise einzelne Schulen eine eigene constituency.
Das Auswahlverfahren wird jeweils durch die nationalen Komitees durchgeführt, die nach Abschluss der Prozedur die erfolgreichen Kandidaten an den Rhodes Trust in Oxford melden. Das deutsche Komitee führt dazu ein zweistufiges Verfahren durch, bei dem zunächst anhand der eingereichten Unterlagen eine Vorauswahl getroffen wird und diese in die engere Auswahl gezogenen Bewerber dann zu einem persönlichen Auswahlgespräch geladen werden, auf dessen Grundlage schließlich die Stipendienentscheidung erfolgt.
Die Kriterien, anhand deren die Stipendiaten ausgewählt werden sollen, wurden von Cecil Rhodes selbst vorgegeben und umfassen neben Formalia wie etwa der Staatsangehörigkeit eines in Frage kommenden Landes sowie einem vorhandenen grundständigen Studienabschluss auch persönliche Eigenschaften der Bewerber. Letztere werden derzeit vom Trust selbst wie folgt formuliert:
- literary and scholastic attainments (deutsch: „literarische und schulische Errungenschaften“)
- energy to use one’s talents to the full (deutsch: „die Energie, die eigenen Talente voll zu nutzen“)
- truth, courage, devotion to duty, sympathy for and protection of the weak, kindliness, unselfishness and fellowship (deutsch: „Wahrheit, Courage, Pflichterfüllung, Mitgefühl für die und Schutz der Schwachen, Freundlichkeit, Selbstlosigkeit und Geselligkeit“)
- moral force of character and instincts to lead, and to take an interest in one’s fellow beings (deutsch: „moralische Charakterstärke und Führungsfähigkeiten, und ein Interesse an seinen Mitgeschöpfen“)

Die praktische Auslegung und Anwendung der heute mitunter etwas angestaubt wirkenden Kriterien variiert jedoch. So wurde das zweite Kriterium in der Vergangenheit und wird teilweise bis heute – vor allem in den USA – in Richtung sportlich-athletischer Erfolge, die neben akademische Verdienste in Form herausragender Noten treten sollen, verstanden – eine mittlerweile als überholt geltende Formulierung umriss dies als fondness of and success in manly outdoor sports. Vor allem in jüngster Zeit wird von vielen Komitees diese Komponente jedoch weniger stark betont.

## Geschichte

### Entstehung
Cecil John Rhodes war ein in England geborener, aber bereits in jungen Jahren nach Südafrika emigrierter Brite, der dort als Gründer des bis heute bestehenden Diamantenkonzerns De Beers zu einem großen Vermögen gekommen war. Er war auch politisch aktiv und diente von 1890 bis 1896 als Premierminister der Kapkolonie. In dieser Funktion wirkte er auch zur Inbesitznahme der nach ihm benannten Gebiete Südrhodesien (heute Simbabwe) und Nordrhodesien (heute Sambia) für das British Empire hin; sein Versuch, auch die Burenrepublik Transvaal gewaltsam dem Empire einzuverleiben, scheiterte aber und zwang ihn zum Rücktritt. Seine imperialistischen Ideale schlugen sich auch in seinem Testament nieder, mit dem er die Stipendien ins Leben rief. Ziel war es, talentierte junge Menschen aus den Kolonien zu einem Studium nach Oxford zu holen, damit diese dort eine probritische Gesinnung erwerben und nach ihrer Rückkehr in ihre Heimat mitnehmen würden. Rhodes starb 1902, der erste Stipendiatenjahrgang traf 1903 in Oxford ein.
Die ursprüngliche Verteilung der Stipendien auf die in Frage kommenden Länder basiert also auf Cecil Rhodes’ Testament, das auf Grund seiner Prominenz zur damaligen Zeit bei seiner Veröffentlichung für Aufsehen sorgte und in dem er detaillierte Vorschriften über die Stipendien hinterließ. Ursprünglich sah er insgesamt 52 Stipendien vor, die sich auf die USA (bereits damals mit 32 Stipendien jährlich die größte constituency) sowie die folgenden Dominions und Kolonien des British Empire verteilten: Kanada; Australien; Südafrika; Rhodesien; Neuseeland; Neufundland; Bermuda; Jamaika. Die Idee der Förderung des Zusammenhalts des Empires wurde in der Presse heftig diskutiert, da zunächst John Astley Cooper Pan-Britannische Olympische Spiele vor allem mit Studenten aus genau diesen Ländern durchführen wollte. Hiermit verbunden sollten auch Empire-Ausstellungen und eben Studium in Oxford und/oder Cambridge sein. In einem Kodizill modifizierte Rhodes sein Testament dahingehend, dass auch Stipendien für Deutschland eingerichtet wurden.
Rhodes’ Motivation, gerade diese Länder mit Stipendien auszustatten, lag für den Fall der damaligen britischen Kolonien sowie der USA darin begründet, dass Rhodes einen stärkeren Zusammenhalt des British Empire beziehungsweise der englischsprachigen Länder insgesamt anstrebte. Deutschland wurde in einem Kodizill aufgenommen, als Rhodes erfuhr, dass an deutschen Schulen Sprachunterricht auf Englisch als Pflichtfach eingeführt worden war. Da Cecil Rhodes diese von ihm sehr begrüßte Reform dem damaligen deutschen Kaiser Wilhelm II. zuschrieb, ergab sich daraus das Kuriosum, dass er an Stelle eines nationalen Auswahlkomitees den Kaiser persönlich mit der Auswahl der deutschen Stipendiaten betraute – eine Aufgabe, die dieser dankend annahm und an seinen persönlichen Freund Friedrich Schmidt-Ott aus dem preußischen Kultusministerium delegierte. Mit der Suspendierung der deutschen Vorkriegsstipendien im Jahr 1914 erübrigte sich diese Besonderheit freilich.
| Ursprüngliche Verteilung der Stipendien (1902) |                     |
| ---------------------------------------------- | ------------------- |
| Land                                           | Zahl der Stipendien |
| Kanada                                         | 2                   |
| Australien                                     | 6                   |
| Südafrika                                      | 5                   |
| Rhodesien                                      | 3                   |
| Neuseeland                                     | 1                   |
| Neufundland                                    | 1                   |
| Bermuda                                        | 1                   |
| Jamaica                                        | 1                   |
| USA                                            | 32                  |
| Deutschland                                    | 5                   |

### Spätere Entwicklung
Im Lauf der Zeit wurde die Verteilung an die geänderten politischen Verhältnisse, insbesondere den Prozess der Entkolonialisierung im ehemaligen British Empire nach dem Zweiten Weltkrieg, angepasst. Dennoch blieb es lange bei dem Grundsatz, dass nur Studenten aus den von Rhodes persönlich vorgesehenen sogenannten constituencies (Gebiete, denen Stipendien zugewiesen wurden) USA, britische Kolonien bzw. nach deren Unabhängigkeit die nunmehr unabhängigen Staaten und Deutschland für ein Rhodes-Stipendium in Betracht kamen. Ab 1992 wurden auch Stipendiaten aus Europa zugelassen; diese Möglichkeit wurde aber 1996 wieder abgeschafft.
Eine bedeutende Änderung erfolgte 1977, wodurch die Stipendien für Studentinnen zugänglich wurden. Da Rhodes nur Stipendien für Männer vorgesehen hatte, hatten die Trustees zu diesem Zweck auf politischer Ebene darum ersuchen müssen, dass das Testament durch britische Gesetzgebung geändert wurde.
Die deutschen Stipendien, obgleich im Testament selbst verankert, wurden 1914, als sich Deutschland und Großbritannien als Feinde im Ersten Weltkrieg gegenüberstanden, suspendiert; diese Suspension dauerte bis 1929. 1939 erfolgte eine erneute Suspension, die bis 1969 andauerte. Seit 1970 werden wieder jährlich Rhodes Scholars aus Deutschland nach Oxford entsandt, zurzeit zwei pro Jahr.
Die bislang größte geografische Ausweitung der Rhodes-Stipendien erfolgte im 21. Jahrhundert, als Stipendien für die Volksrepublik China (2015; ohne Hongkong, das wegen seines früheren Status als britische Kolonie bereits zuvor mit eigenen Stipendien ausgestattet war), die Vereinigten Arabischen Emirate (2016), Israel (2016), Saudi-Arabien (2018) und Syrien, Jordanien, Libanon und Palästina (2019) eingeführt wurden. Es ergibt sich damit folgende Verteilung:
| Heutige Verteilung der Stipendien (Stand 2020) |                     |
| ---------------------------------------------- | ------------------- |
| Land                                           | Zahl der Stipendien |
| Australien                                     | 9                   |
| Bermuda                                        | 1                   |
| Kanada                                         | 11                  |
| Volksrepublik China (ohne Hongkong)            | 4                   |
| Ostafrika                                      | 1                   |
| Deutschland                                    | 2                   |
| Hongkong                                       | 1                   |
| Indien                                         | 5                   |
| Israel                                         | 2                   |
| Commonwealth-Staaten der Karibik               | 2                   |
| Kenia                                          | 2                   |
| Malaysia                                       | 1                   |
| Neuseeland                                     | 3                   |
| Pakistan                                       | 1                   |
| Saudi-Arabien                                  | „bis zu 2“          |
| Singapur                                       | 1                   |
| Südliches Afrika                               | 10                  |
| Syrien, Jordanien, Libanon und Palästina       | 2                   |
| USA                                            | 32                  |
| Westliches Afrika                              | 1                   |
| Sambia                                         | 2                   |
| Simbabwe                                       | 2                   |
| Summe                                          | 95 bis 97           |

Daneben bestehen mittlerweile auch zwei sogenannte Global Scholarships für Bewerber, die aus keiner der genannten constituencies stammen.

## Reputation
Das Stipendium genießt in vielen Ländern einen ausgezeichneten Ruf und ein hohes Ansehen, was nicht zuletzt an der hohen Zahl an prominenten Alumni, die Rhodes-Stipendiaten waren, liegt (siehe unten). Dies gilt insbesondere für die USA, die derzeit 32 Stipendiaten jährlich stellen. Auch die oben geschilderten eher ungewöhnlichen Auswahlkriterien, die zwar auch, aber nicht ausschließlich akademische Fähigkeiten im Auge haben und auf Cecil Rhodes’ Ablehnung gegenüber reinen „Bücherwürmern“ zurückgehen, haben zu diesem Prestige beigetragen. Die Zeitschrift Time formulierte diesen Gedanken wie folgt:
The annual award amounting to $15,000 is generous, but what has brought fame to the scholarship and endowed its holders with distinctive luster are its unusual criteria for selection. Rhodes disdained candidates who were „merely bookworms“; he demanded that the winners have the character to fight „the world’s fight.“ Despite numerous modifications of his imperious vision, the basic criterion remains the same today. Says David Alexander, secretary of the Rhodes program in the U.S.: „The Rhodes competition is a talent hunt for an elite that will lead.“
Ähnlich die New York Times:
At 100 years old, the Rhodes is the granddaddy of all fellowships, both the most prestigious and the most arduous.

## Finanzierung und Organisation
Die Grundlagen für die vom Rhodes Trust verwalteten Gelder stammen aus dem Privatvermögen von Cecil Rhodes, der als Unternehmer vor allem im südafrikanischen Diamantenhandel (Gründung des De-Beers-Konglomerats) zu Reichtum gekommen war. Die Stipendien werden bis heute im Wesentlichen aus den Erträgen der Anlage dieses Kapitalstocks (englisch endowment) finanziert. Zunehmend werden auch Spenden von Alumni zur Ergänzung der Finanzierung herangezogen. Im Jahr 2020 betrug das Nettovermögen des Rhodes Trust 476 Millionen Pfund Sterling; der Betrag schwankt je nach Wertentwicklung der Investitionen, in denen der Kapitalstock angelegt ist.
Juristisch ist Rhodes’ Stiftung seit 1946 durch ein Sondergesetz des britischen Parlaments, den Rhodes Trust Act 1946 organisiert, der ihn als juristische Person unter der Bezeichnung Rhodes Trust etabliert. Dieser hat seinen Sitz in Rhodes House in Oxford. Die Verwaltung obliegt einem hauptberuflichen Warden of Rhodes House (seit 2018 die Philosophin Elizabeth Kiss) mit Mitarbeiterstab unter Aufsicht eines Kuratoriums (Board of Trustees), das im Wege der Kooptation seine Mitglieder selbst wählt. Es fungierten wiederholt prominente Persönlichkeiten als Trustees, so beispielsweise Rudyard Kipling, Stanley Baldwin, der Earl of Rosebery oder Alfred Milner, mit denen Rhodes in vielen Fällen auch persönlich befreundet war. Gegenwärtiger Vorsitzender des Board of Trustees ist seit 2019 der Oxforder Medizin-Professor John Bell.

## Bekannte Rhodes-Stipendiaten
Traditionell werden Rhodes Scholars, soweit es um die Stipendien geht, dadurch identifiziert, dass im Anschluss an ihren Namen in Klammern erst die constituency genannt wird, sodann das Oxforder College, an dem sie studierten, und schließlich das Jahr, für das sie als Stipendiaten ausgewählt wurden. Dieser sogenannte Rhodes Scholar identifier wird auch in der folgenden Liste beibehalten:
- Albrecht Graf von Bernstorff (Germany & Trinity 1909), Diplomat und Widerstandskämpfer
- Bill Bradley (Missouri & Worcester 1965), Basketballspieler und Politiker
- Hans-Paul Bürkner (Germany & St Catherine’s 1976), Unternehmensberater
- Pete Buttigieg (Indiana & Pembroke 2005), US-amerikanischer Politiker
- Dick Celeste (Ohio & Exeter 1960), Politiker
- Wesley Clark (Arkansas & Magdalen 1966), früherer NATO-Oberbefehlshaber
- Bill Clinton (Arkansas & University 1968), Politiker (US-Präsident)
- Gordon A. Craig (New Jersey & Balliol 1936), Doyen der US-amerikanischen Geschichtswissenschaft mit Diplomatie- und Deutschlandschwerpunkt
- John Carew Eccles (Victoria & Magdalen 1925), Physiologe (Nobelpreisträger für Medizin 1963)
- Russell Feingold (Wisconsin & Magdalen 1975), Politiker (US-Senator)
- James William Fulbright (Arkansas & Pembroke 1925), US-Senator und Initiator des Austauschprogramms der Fulbright-Kommission mit den USA
- Brian Greene (New York & Magdalen 1984), Physiker
- Bob Hawke (Western Australia & University 1953), australischer Politiker, Premierminister 1983–1991
- Michael Hoffman (Idaho & Oriel 1979), Regisseur, Drehbuchautor und Produzent
- Edwin Hubble (Illinois & Queen’s 1910), Astronom
- David Kirk (New Zealand & Worcester 1985), Rugbyspieler, -trainer und Unternehmer
- Kris Kristofferson (California & Merton 1958), Schauspieler, Komponist und Sänger
- Rachel Maddow (California & Lincoln 1995), Fernsehmoderatorin
- Terrence Malick (Oklahoma & Magdalen 1966), Filmemacher
- Harald Mandt (Germany & Brasenose 1908), Versicherungsmanager
- Karl Alexander von Müller (Germany & Oriel 1903), Historiker
- David Rivett (Victoria & Lincoln 1907), Chemiker und Wissenschaftsmanager
- Jennifer Robinson (Australia-at-Large & Balliol 2006), Menschenrechtsanwältin; seit 2010 Verteidigerin von Julian Assange[31]
- Georg Rosen (Germany & Oriel 1913), Jurist und Diplomat
- Johann Ludwig Graf Schwerin von Krosigk (Germany & Oriel 1905), Politiker
- John Searle (Wisconsin & Christ Church 1952), Philosoph
- Ernst Stadler (Germany & Magdalen 1906), Lyriker
- Michael Thwaites (Victoria & New 1937), Schriftsteller
- Adam von Trott zu Solz (Germany & Balliol 1931), Diplomat und Widerstandskämpfer
- Hannes Unberath (Germany & Worcester 1997), Rechtswissenschaftler